# Mystriophis crosnieri
Mystriophis crosnieri (Blache, 1971)  è un pesce osseo marino appartenente alla famiglia Ophichthidae.

## Distribuzione e habitat
Questa specie si incontra solamente nell'oceano Atlantico orientale tra il Senegal e l'Angola. Esistono segnalazioni per il mar Mediterraneo occidentale..
Vive in tane scavate in fondi sabbiosi o fangosi della piattaforma continentale a profondità comprese fra 75 e 400 metri.

## Descrizione
Come tutti gli anguilliformi ha corpo molto allungato con le pinne dorsale, caudale e anale unite e pinne ventrali assenti.
La taglia massima nota per gli esemplari maschili è di 96,5 cm.

## Biologia
Pressoché ignota. Si infossa nel sedimento.

### Alimentazione
Si ciba di crostacei bentonici.

## Conservazione
La specie non è sfruttata dalla pesca commerciale. Sebbene poco comune e con bassi valori di abbondanza in tutto l'areale non sembra subire impatti dalle attività umane. Per questi motivi viene classificato dalla Lista rossa IUCN come "a rischio minimo".